# 亜属
亜属（あぞく、英・羅: subgenus、pl. subgenera）は、リンネ式階層分類体系に基づく分類における分類階級（ランク）の1つ、および、その階級にあるタクソンである。ラテン語と英語で、同形の単語（subgenus）を用いる。国際動物命名規約（ICZN）では属階級群の一つであり、国際藻類・菌類・植物命名規約（ICN）では属の下位区分の一つである。亜属に対する学名を亜属名（あぞくめい、英: subgeneric name, subgenus name, name of a subgenus）という。
どの命名規約においても、亜属は属と種の間に置かれる。ただし、亜属と種の間にはさらに階級が挿入されることもある。ICZN（動物）では、亜属と種の間に種階級群の一つである種集群が挿入される場合があり、これは上種という階級に置かれることもある。国際藻類・菌類・植物命名規約では亜属の下位には節および列といった二次ランクと、それに亜-（sub-）を冠した補助的なランクが挿入される場合がある。なお、節や列なしに亜属を置くことも許容されている。これ以上に階級を置くことも認められているが、相対的な順序は変更してはならない。

## 亜属の形成と要件
ICZN（動物）においても、 ICN（植物）においても、それぞれ別の原理に基づくものの、ある属の設立により同名の亜属が設立され、同じ著者に帰せられる。

### 国際動物命名規約
ICZN（動物）において、亜属は、属より低い属階級群として定義される。亜属名は属階級群名であるため、一語名である。亜属名は複数文字からなる1語でなければならず、主格単数形の名詞として扱わなければならない。大文字で書き始めなければならず、地の文と異なる字体（普通は斜体）で書くべきであるとされる。
亜属（名義亜属）の設立には、担名タイプとしてタイプ種を伴う。
属階級群名には同位の原理が成り立つため、属名として設立された学名は、同時に同じ著者により亜属名としても設立されたと看做す。逆に、亜属名として設立された学名は、同時に同じ著者により属名としても設立されたと看做す。同一の日付で一方が属、もう一方が亜属に対して設立された同名である属階級群名は、属名が亜属名に勝る優先権を持つ。
また、同位の原理により、属階級群は同格であるため、同一のタイプ種に基づく異なる学名の属と亜属において、亜属の方が記載が早かった場合、先取権の原理により亜属として記載された学名が属名として優先権を持つ。

### 国際藻類・菌類・植物命名規約
国際藻類・菌類・植物命名規約において、亜属の学名は属名と亜属名との組み合わせによって示され、ランクを示すために連結辞が用いられる。亜属名は大文字で書き始められる。
亜属名は、属名と同じ形式（つまり主格単数の1個の名詞）か、属格複数形の名詞か、あるいは属名と性が一致する複数形の形容詞のどれかである。属格単数形の名詞ではない。ただし、亜属名は名詞であることが望ましいとされる。また、ハイフンで結ばれていない分離した2語であってはならない。
ある亜属が属する属で採用されている合法名のタイプを含むとき、その属名を変更せずにくり返す自動名（autonym）として亜属名が形成される。逆にタイプを含まないとき、属名と同じであってはならない。ある属の中にタイプを含まない亜属が正式発表された場合、対応する自動名が自動的に成立する。自動名の亜属名で著者を引用する際、亜属名には著者引用がつかない。
e.g.) ツツジ属 Rhododendron L. のタイプ種である Rhododendron ferrugineum L. を含む亜属は Rhododendron L. subg. Rhododendron である。Rhododendron subg. Rhododendron は著者を引用する場合、 Rhododendron L. subg. Rhododendron L. ではなく Rhododendron L. subg. Rhododendron である。

### 国際原核生物命名規約
国際原核生物命名規約（ICNP）では、亜属は属と種の間の任意の階級として位置づけられる。亜属名は属名と同様に名詞、または名詞として用いられる形容詞であり、単数主格である。頭文字は大文字である。由来にかかわらずラテン語の名詞として扱われる。
亜属は正式発表されている種をタイプとして指定して設立される。属と同じ学名を持つ亜属は同じタイプ種を持つ。

## 種名における表示

### 国際動物命名規約
ICZN において、動物の種名は二語名法の原理（binominal nomenclature）に基づき、二語名という属名（第一名）と種小名（第二名）の結合によって示される。亜属に対する学名は、種集群名とともに挿入名（interpolated name）として扱われ、二語名や三語名の語数として数えられない。また、亜属名は属名のように二語名や三語名の第一名として使用してはならない。
亜属名は、二語名（種名）や三語名（亜種名）の中で使用される場合、丸括弧 () で囲み、属名と種小名の間に置いて表示しなければならない。これは種集群名を表示する場合と類似しているが、種集群名は種階級群であり、小文字で書き始められるため区別できる。このような記法であるため、ある種名において属の変更があったことを示したい場合、属名のあとに丸括弧などでくるんで挿入してはならない。
下記のように示す。
属名 + (亜属名) + 種小名
e.g.) キイロショウジョウバエ Drosophila melanogaster は、亜属名を挿入して Drosophila (Sophophora) melanogaster と表記することができる。

### 国際藻類・菌類・植物命名規約
ICN でも、亜属名を種名の中で（属名と種形容語に結び付けて）示す場合、丸括弧に入れて属名と種形容語の間に置いて表示する。ただし ICN では、属と種の間には亜属以外に、節や列といった二次ランクが置かれるため、どの階級にあるか明示するために、亜属名（学名）の前に階級名（またはその略記）が「連結辞」として付されることが多い。ただしこの略記は、subgen. ではなく subg. である。
つまり、下記の何れかの記法が用いられる。
属名 + (亜属名) + 種小名
属名 + (subgenus + 亜属名) + 種小名
属名 + (subg. + 亜属名) + 種小名
e.g.) ハイマツ Pinus pumila は、Pinus (Strobus) pumila、Pinus (subgenus Strobus) pumila、Pinus (subg. Strobus) pumila と表記できる。

### 国際原核生物命名規約
亜属名は種名の中で用いるとき、丸括弧の中におき、subgen. という省略形を前に付けて、属名と種形容語の間に置かれる。著者の引用も括弧内に置かれる。
属名 + (subgen. + 亜属名) + 種小名
e.g.) Acetobacter (subgen. Gluconoacetobacter) liquefaciens、または Acetobacter (subgen. Gluconoacetobacter Yamada and Kondo 1985) liquefaciens (Asai 1935) Yamada and Kondo 1985

## 階級の変更
タクソンの分類学的な取り扱いにより、属が細分化され、亜属が属に格上げされることがある。また、逆に他の属に内包され、属が亜属に格下げされることもある。
このような場合、ICZN においては、そのタイプ種は同一のままであるとされる。ICN においては、その場合新たに学名を付けるのではなく、元の学名または形容語は維持されるべきであるとされる。